# جیمز هنری هموند
جیمز هنری هموند (به انگلیسی: James Henry Hammond) سناتور سابق عضو حزب دموکرات ایالات متحده آمریکا بود. وی در سال ۱۸۵۷ تا ۱۸۶۰ میلادی سناتور ایالت کارولینای جنوبی در سنای ایالات متحده آمریکا بود.